# Casa da Música
Casa da Música er en koncertsal opført i 2005 i Portugal. Huset er tegnet af Rem Koolhaas, Ellen van Loon og OMA.
Det ligger på Rotunda Boavista i Porto, Portugal. Huset er et resultat af en konkurrence udskrevet af byen i 1999. Samarbejdspartnere: Ove Arup (London) og Afassociados (Porto)

... most attractive project the architect Rem Koolhaas has ever built... a building whose intellectual ardor is matched by its sensual beauty
Nicolai Ouroussoff, New York Times

## Princippet
Huset er bygget op omkring en koncertsal, som en "skotøjsæske" hvor de følgende lokaler er "klistret" på efterfølgende. Det giver huset en anderledes abstrakt men samtidig lukket form. Konceptet prøvede OMA oprindeligt af på en privatbolig/feriehus men det kom aldrig til en realisering. Da Rem Koolhaas blev indbudt til konkurrencen besluttede han, at man skulle arbejde videre med konceptet. Da undersøgelser påviste at koncertsalen var nødt til at være rektangulær for optimale forhold for akustikken, viste konceptet sig især brugbart.
41°9′31.86″N 8°37′50.65″V / 41.1588500°N 8.6307361°V